# Neila García Salgado
Neila García Salado, nacida en Orense en octubre de 1991, es una traductora española.

## Trayectoria
Estudiante en el colegio de los Salesianos de la ciudad orensana, obtuvo en su año la mejor nota de selectividad en Galicia. Licenciada en Traducción e Interpretación por la Universidad de Salamanca, realizó estancias erasmus en las universidades de Göteborg y Heildelberg, donde perfeccionó su conocimiento de la lengua sueca.
Desde 2014 trabaja como traductora para las Naciones Unidas en Viena.

## Obras traducidas
- El asedio de Troya, de Theodor Kallifatides (2020)
- Encontraste un alma, de Edith Södergran (2017)
- Lana juventud de Martin Birck, de Hjalmar Söderberg (2014)
- Imágenes de Suecia, de Lars Gustafsson y Agneta Blomqvist (2014)

## Galardones
- Premio Nacional de Traducción de España, por su versión de la poesía completa (Encontraste un alma) de Edith Södergran.[2]